# Велика каталанська енциклопедія
Вели́ка катала́нська енциклопе́дія (кат. Gran Enciclopèdia Catalana) — універсальна енциклопедія каталанською мовою. Останнє за рахунком видання готує видавництво Grup Enciclopèdia Catalana, яке належить фонду Fundación Enciclopèdia Catalana. 1991 року видання енциклопедії нагороджено хрестом св. Юрія.

## Зміст
Включає розміщені в алфавітному порядку статті з усіх галузей знань, зокрема про історію, географію, культуру всіх країн світу, але з акцентом на докладніший розгляд тих чи інших питань стосовно каталанських реалій та більше статей каталанської тематики, для написання яких часто використано першоджерела інформації. До складу енциклопедії входить також великий тлумачний словник каталанської мови, редактором якого в першому виданні енциклопедії виступив Рамон Арамон І Серра. Пізніші видання енциклопедії включали низку додаткових томів; нині є й електронна версія енциклопедії.

## Оцінки
На думку Жорді Карбонеля, Велика каталанська енциклопедія є результатом «зусиль цілого покоління інтелектуалів щодо створення довідкового видання, яке відбивало сучасну культурну, соціальну та економічну ситуацію каталанських країн».

## Історія
Проєкт зі створення енциклопедії каталанською мовою почав реалізовуватися 1965 року. Перший том був випущений 1969 року у видавництві Edicions 62; на 1971 рік вийшло три томи, проте відтоді видавництво більше не могло підтримувати випуск енциклопедії, який для нього виявився надто дорогим, і енциклопедія почала виходити під патронажем Банку Каталонії. На 1980 рік кількість томів досягла п'ятнадцяти; 1982 року вийшов тлумачний словник, 1983 року — шістнадцятий том енциклопедії, який став першим доповненням до оригінального видання, та «Універсальний каталанський атлас» (перевиданий 1999 року).
Додаткові томи для енциклопедії виходили у 1989, 1993, 1999, 2001, 2005 та 2009 роках. Крім того, в 1986 році розпочато випуск другого видання енциклопедії, під керівництвом редактора Жезуса Жіральта, що включав оновлену інформацію та нові фотографії. Це видання мало двадцять чотири томи та покажчик, випущені від кінця 1986 до середини 1989 року; перше доповнення до цього видання вийшло 1993 року. У 1992—1996 роках випущено перероблене друге видання. Для першого видання вийшло шість додаткових томів, для другого — п'ять.
Перша електронна версія Великої катанської енциклопедії з'явилася в інтернеті 1997 року і була доступна лише за передплатою. 2008 року оголошено про відмову від подальших паперових видань енциклопедії та «відкриття» третього (виключно електронного) видання енциклопедії, яке перебуватиме у вільному доступі. Від 2010 року Grup Enciclopèdia Catalana розпочала оцифрування інших своїх енциклопедичних видань для подальшого розміщення в інтернеті; частина цього матеріалу, згідно з рішенням видавництва, перебуватиме у вільному доступі, тоді як інша буде доступна лише за передплатою.